# پوتوچک (استان اشوی‌داشکسیه)
پوتوچک (به لهستانی: Potoczek) یک منطقهٔ مسکونی در لهستان است که در گمینا تارووو واقع شده‌است. پوتوچک ۲۵۰ نفر جمعیت دارد.